# Julia Varady
Julia Varady (Tőzsér Júlia), née le 1er septembre 1941 à Nagyvárad (Royaume de Hongrie), est une chanteuse d'opéra allemande d'origine hongroise de Roumanie.

## Biographie
Julia Varady étudie le chant à l'École de musique de Cluj puis au Conservatoire de Bucarest avec le professeur Arta Florescu qui lui trouve d'abord une voix d'alto. Elle chante ses premiers opéras, de Mozart et Puccini, pendant ses études, puis débute à l'opéra de Cluj en 1962. Pendant dix ans, elle s'y produit dans des rôles de soprano lyrique, de soprano dramatique, de mezzo-soprano et d'alto. On peut l'entendre également à Bucarest et à Budapest.
En 1970, sa carrière prend une dimension internationale réelle avec son engagement en Allemagne par Christoph von Dohnanyi, d'abord à Francfort puis à Cologne.
Après son passage très remarqué dans le rôle de Vitellia (La Clemenza di Tito) lors du Festival de Munich, elle est engagée à l'Opéra de Bavière à partir de 1973. Pour avoir une idée de l'étendue de son art, il suffit de faire la liste de quelques-uns des rôles qu'elle aborde à Munich : Lady Macbeth (Macbeth), Elettra (Idomeneo), Santuzza (Cavalleria Rusticana), Cio-cio-san (Madame Butterfly), Liu (Turandot), Violetta (La Traviata), Leonora (La Forza del Destino), Elisabetta (Don Carlos), Senta (Le Vaisseau fantôme) et Aïda. C'est également à Munich qu'elle rencontre le baryton Dietrich Fischer-Dieskau qui deviendra son mari.
Familière de l'Opéra allemand de Berlin (Deutsche Oper Berlin ou DOB), de Covent Garden à Londres, de l'opéra d’État de Vienne (Wiener Staatsoper) et de La Scala de Milan, elle participe aux festivals d'Édimbourg et de Salzbourg, notamment dans les rôles de la Comtesse des Noces de Figaro, de Vitellia (La Clemenza di Tito) et de la Desdemona de l'Otello de Verdi. Elle fait ses débuts au Metropolitan Opera de New York en 1977 en Donna Elvira (Don Giovanni). Elle chante Sieglinde (La Walkyrie) à Tokyo et Abigaille (Nabucco) à l'Opéra Bastille à Paris. Elle est l'une des rares chanteuses à aborder aussi bien les rôles de soprano léger de Mozart que les rôles dramatiques de Verdi.
Julia Varady a décidé de quitter la scène en 1998 mais a continué de se produire en concert jusqu'au 17 août 2003, où elle a chanté le Requiem allemand de Brahms au Festival de Salzbourg.
Son répertoire est impressionnant : il couvre non seulement les rôles féminins principaux de Mozart, Verdi, Richard Strauss et Wagner mais aussi ceux de Puccini et quelques-uns de Tchaïkovski et même d'Offenbach - Giulietta et Antonia des Contes d'Hoffmann - ou Judith du Château de Barbe-Bleue de Bartók. Elle aborde par exemple 31 rôles différents au cours de ses années munichoises. Au titre des curiosités, on citera le seul rôle qu'elle aura chanté sur scène en français, celui de Micaëla (Carmen). On notera l'amplitude de sa tessiture (un registre grave particulièrement développé) et les différents types d'emplois auxquels se prêtait sa voix : soprano dramatique, soprano lyrique, colorature dramatique, mezzo-soprano.
Mais plus encore, c'est la fougue et la passion qu'elle mettait dans ses rôles, sa compréhension profonde du texte et de ses personnages qui transparaît dans son chant, la beauté de celui-ci et enfin son engagement et son expressivité sur scène comme au disque.
Julia Varady enseigne actuellement le chant à Berlin et à Karlsruhe. Elle a également participé à des master-classes publiques à Berlin, Karlsruhe et Stuttgart en 2008.

## Discographie sélective

### Opéras
- Bartók, Le Château de Barbe-Bleue (Judith) - avec Dietrich Fischer-Dieskau - Bayerisches Staatsorchester - Wolfgang Sawallisch (Deutsche Grammophon)
- Halévy, La Juive (Rachel) - avec José Carreras, June Anderson, Ferruccio Furlanetto - Philharmonia Orchestra - Antonio de Almeida (Philips 1989)
- Mascagni - Cavalleria rusticana (Santuzza) - avec Luciano Pavarotti - National Philharmonic Orchestra - Gianandrea Gavazzeni (Decca 1996)
- Meyerbeer - Gli amori di Teolinda - Orchestre symphonique de la Radio de Berlin - Gerd Albrecht (Orfeo 1983)
- Mozart - Don Giovanni (Donna Elvira) - avec Ruggero Raimondi, Margaret Price, Kurt Moll, Lucia Popp - Bayerisches Staatsorchester - Wolfgang Sawallisch (live, Munich, 12.VII.1973 - Orfeo)
- Mozart - Idomeneo, re di Creta (Elektra) - Staatskapelle Dresden - Karl Böhm (Deutsche Grammophon 1977)
- Mozart - La Clemenza di Tito (Vitellia) - Staatskapelle Dresden - Karl Böhm (Deutsche Grammophon 1979)
- Mozart - La Clemenza di Tito (Vitellia) - English Baroque Soloists - John Eliot Gardiner (Archiv 1990)
- Mozart - Le Nozze di Figaro (la comtesse) - Orchestre symphonique de la Radiodiffusion bavaroise - Colin Davis (RCA 1991)
- Aribert Reimann - Lear (Cordelia) - avec Dietrich Fischer-Dieskau - Bayerisches Staatsorchester - Gerd Albrecht (Deutsche Grammophon 1978)
- Johann Strauss - La Chauve-souris - avec Lucia Popp, Hermann Prey, Ivan Rebroff, Bernd Weikl, René Kollo - Orchestre de l'Opéra de Bavière - Carlos Kleiber (DGG 1976)
- Richard Strauss - Arabella (Arabella) - avec Dietrich Fischer-Dieskau, Helen Donath, Walter Berry - Wolfgang Sawallisch (Orfeo 1981)
- R. Strauss - Ariane à Naxos (le compositeur) - avec Jessye Norman, Edita Gruberova, Paul Frey, Dietrich Fischer-Dieskau, Olaf Bär - Kurt Masur (Philips Classics 1988)
- R. Strauss - La Femme sans ombre (l'impératrice) - avec Placido Domingo, Hildegard Behrens, José van Dam, Reinhild Runkel, Sumi Jo - Orchestre philharmonique de Vienne - Georg Solti (Decca 1992)
- Tchaïkovski - La Dame de pique (Lisa) - Bayerisches Staatsorchester - Algis Shuraitis (live, 1984, Orfeo)
- Verdi - Le Trouvère (Leonora) - avec Denis O'Neill - Orchestre de l'État bavarois - Giuseppe Sinopoli (Représentation du 2 février 1992 - Orfeo 2003)
- Wagner - La Walkyrie (Sieglinde) - Wolfgang Sawallisch (EMI)
- Wagner - Le Vaisseau fantôme (Senta) - Bayerisches Staatsorchester - Wolfgang Sawallisch (EMI 1991)

### Récitals
- Puccini, Airs d'opéra célèbres - Marcello Viotti (Orfeo, 1994)
- Héroïnes de Verdi - Dietrich Fischer-Dieskau, 2 volumes (Orfeo, 1995 & 1996)
- Wagner, Wesendonck-Lieder - Extraits de Tristan et Isolde et du Crépuscule des dieux - Dietrich Fischer-Dieskau (Orfeo, 1998)
- Wagner, Scènes de Tannhäuser, Lohengrin et La Walkyrie, avec Peter Seiffert et Dietrich Fischer-Dieskau (EMI)
- Richard Strauss, Airs d'opéras - Dietrich Fischer-Dieskau (Orfeo, 1999)
- Mozart et Strauss, Lieder - Elena Bashkirowa (piano) (Orfeo, 1991)
- Tchaïkovski, Lieder - Aribert Reimann (piano) (Orfeo, 1994)
- Tchaïkovski, Airs d'opéras - Roman Kofman (Orfeo, 2001)
- Live Recordings du Bayerische Staatsoper de Munich (1975-1992) (Orfeo, 2004)
- Live Recordings du Wiener Staatsoper (Opéra de Vienne - 1993-1996) (Orfeo, 2007)

### DVD
- Song of passion, documentaire (+ récital Wagner) de Bruno Monsaingeon (EMI, 1998)
- Mahler -Symphonie n° 8 - Klaus Tennstedt (EMI, 1991)
- Mozart - Don Giovanni - Herbert von Karajan (Sony)